# Льянкиуэ (река)
Льянкиуэ (исп. Río Llanquihue) — река в коммуне Пангипульи, провинции провинции Вальдивия XIV области Лос-Риос на юге Чили. Образуется слиянием рек Нельтуме и Фуй. Впадает в озеро Пангипульи.
По сообщению Национальной службы рыболовства и аквакультуры Sernapesca, в 2012 году в реке появилась инвазивная водоросль Дидимосфения парная, угрожающая бедствием местной экосистеме.